# گردکان
گردکان، روستایی از توابع بخش لوداب شهرستان بویراحمد در استان کهگیلویه و بویراحمد ایران است.

## جمعیت
این روستا در دهستان لوداب قرار دارد و براساس سرشماری مرکز آمار ایران در سال ۱۳۸۵، جمعیت آن ۲۵۱ نفر (۴۹خانوار) بوده‌است امابه علت نبود امکانات و مهاجر فرصت بودن جمعیت این روستا به ۱۳۰نفر کاهش یافته وروز بروز در حال کاهش می باشد.